# Bloc d'Estudiants Independentistes
El Bloc d'Estudiants Independentistes (BEI) fou un sindicat d'estudiants fundat el 29 de març de 1988 a la Universitat Autònoma de Barcelona (UAB).
El BEI va treballar pel creixement de l'independentisme, per la defensa de la llengua catalana i per una universitat pública i popular. A més, tot i que sempre va mantenir autonomia orgànica i molts dels seus afiliats no tenien altres militàncies, també va estar connectat amb el que succeïa fora de les aules i va viure internament les transformacions de l'independentisme d'esquerres.

## Història
Amb incorporació de la Coordinadora Universitària Independentista al BEI el 1990, aquest es va estendre a la Universitat Politècnica de Catalunya i a la Universitat de Barcelona (UB). El 1992, va formar nuclis a la Universitat Pompeu Fabra i a la Universitat de les Illes Balears. Aquell mateix any va guanyar les eleccions claustrals de la UAB i de la UB, convertint el BEI en la força majoritària entre l'estudiantat català. El seu líder en aquell període fou Josep Castells. Finalment, el 1993 i 1994 va crear nuclis a la Universitat de Lleida, a la Universitat de Girona i a la Universitat Rovira i Virgili (URV).
El BEI va ser l'associació majoritària d'estudiants en les eleccions universitàries fins a mitjans dels anys 1990, i realitzava, a part de les tasques de representació d'estudiants en els òrgans de govern, activisme nacional, amb xerrades, conferències i activitats culturals i de conscienciació com la Setmana Verda, en la que anualment es feien activitats en les quals es promovia la sostenibilitat.
L'1 de maig de 1999, es va fundar a Valls la Coordinadora d'Estudiants dels Països Catalans, com a confluència del BEI, del Principat i les Illes; l'Assemblea d'Estudiants Nacionalistes, del País Valencià; l'Associació Catalana d'Estudiants, de la Catalunya Nord; i el Col·lectiu Universitari Andreu Nin de la URV.
L'activista David Minoves, els politòlegs Roger Buch i Jordi Muñoz, l'escriptor Jordi Vàzquez, així com l'advocat Jaume Asens, els periodistes David Bassa i Marcel Mauri i el fotoperiodista Jordi Borràs, en van formar part.
L'any 2017, l'Editorial Gregal va publicar-ne la història, La generació de la independència. Del Bloc d'Estudiants Independentistes a l'Associació Catalana de Professionals, escrita per l'historiador Francesc Marco i Palau.